# 藤原大祐
藤原大祐（日语：／ Fujiwara Taiyu；2003年10月5日—），日本男演員、模特兒，出身自東京都，身高177公分，所屬經紀公司為Amuse。

## 人物簡介
- 憻長爵士鋼琴和唱歌。亦懂得有足球和跆拳道。在小學的時候學習過嘻哈舞。
- 曾經到澳洲和美國洛杉磯留學，懂得日常用英語交流。[1][2]
- 『稻穗越豐實，頭便垂得越低』是他的座右銘。 [3][4]
- 在未成為演員前，每週都會去卡拉OK三天。[5]
- 最喜歡的演員是瑞凡·費尼克斯，而最喜歡的電影是《霸道橫行》，另一部是《伴我同行》。[5]
- 最喜歡的歌手是火星人布魯諾。[5]

## 作品列表

### 電視劇
| 年份 | 電視台                 | 劇名                       | 角色     | 備註 |
| 2020 | 朝日電視台             | 女高中生的虛度日常         |          |      |
| 2020 | 讀賣電視台             | 大叔喜歡可愛小玩意         | 仁井真純 |      |
| 2020 | TBS                    | 戀愛的母親們               | 石渡研   |      |
| 2020 | TBS                    | 戀愛的男人們               | 石渡研   |      |
| 2021 | 富士電視台             | 來自灰色星球的小王子       | 藤井蓮   |      |
| 2022 | 朝日電視台             | 如果，有一所只有帥哥的高中 | 若林拓実 |      |
| 2022 | Hulu                   | 神的偏心                   | 天野彌白 | 主演 |
| 2022 | MBS                    | 教主的女兒                 | 湯田一真 |      |
| 2022 | 富士電視台             | 純愛不協和音               | 村上晴翔 |      |
| 2023 | 富士電視台             | 忍者結婚很難               | 宇良豹馬 |      |
| 2023 | NHK綜合                | 鄰人似銀河                 | 古牧京吾 |      |
| 2023 | 關西電視台・富士電視台 | 轉職魔王                   | 犬飼翔   |      |
| 2024 | 關西電視台・富士電視台 | 客廳裡的松永先生           | 北條凌   |      |
| 2024 | NHK綜合台              | 柚木家的四兄弟             | 柚木準   | 主演 |
| 2025 | 日本電視台             | 花牌情緣－巡－             | 折江懸心 |      |

### 電影
| 年份 | 上映日期 | 電影名稱       | 角色     | 備註 |
| 2022 | 7月8日   | 萌男友是柑橘色 | 三鷹柊人 |      |

## 書籍

### 寫真集
- 藤原大祐PHOTOBOOK『TAIYU's Collection』（2023年1月13日、主婦與生活社）[6]ISBN 978-4-3911-5885-4

### 雜誌連載
- JUNON『TAIYU's COLLECTION』（2021年1月22日 - 、主婦與生活社）

### 年曆
- 藤原大祐 2022.4-2023.3 Calendar（2022年3月、Amuse）[7]
- 藤原大祐 2023.4-2024.3 Calendar『Thai With You』（2023年3月、Amuse）[8]

## 外部連結
- 藤原 大祐 | アミューズWEBサイト （页面存档备份，存于）
- 藤原大祐的Instagram帳戶
- 藤原大祐的X（前Twitter）
- A!SMART | 藤原大祐 （页面存档备份，存于）